# امیلیا فالین
امیلیا فالین (انگلیسی: Emilia Fahlin؛ زادهٔ ۲۴ اکتبر ۱۹۸۸) دوچرخه‌سوار اهل سوئد است.